# Henry Esse d'Orgeret
Henry Esse d'Orgeret est un officier militaire et administrateur colonial français. Il a été gouverneur de l'île Bourbon (aujourd'hui La Réunion) entre 1er décembre 1674 et le 17 juin 1678, date de sa mort sur place.

## Biographie
Il est capitaine de troupe au moment où il est nommé gouverneur par Jacob de la Haye le 1er décembre 1674. Celui-ci espère que d'Orgeret instaure la paix civile après la quasi-insurrection de l'île.
En 1675, il doit faire face à une tentative de soulèvement de Noirs qui espèrent avoir le même succès que le massacre de Fort-Dauphin, dans la nuit du 16 août au 27 août 1674 à Madagascar. Mais le complot est découvert et les meneurs sont pendus. Cet évènement provoque l'insécurité et le manque de main-d'œuvre dans le milieu agricole. L'île connaît alors la famine.
Le 17 juin 1678, épuisé, il demande sur son lit de mort aux habitants de reconnaître son lieutenant, Germain de Fleurimont comme nouveau Gouverneur. Il meurt le jour même.